# Cushing
Cushing — метеорит-хондрит масою 567 грам.